# Масакр у Души
Масакр у Души односе се на гранатирање села Душа, Горњи Вакуф, од стране Хрватског вијећа одбране 18. јануара 1993. године, у којем је убијено 7 бошњачких муслиманских цивила. Муслиманске куће су спаљене након што је ХВО преузео контролу над селом.

## Позадина
Горњи Вакуф је град јужно од Лашванске долине, са популацијом од око 10.000 Хрвата и 14.000 муслимана. Дана 11. јануара 1993. године, одиграли су се први сукоби између Хрватског вијећа одбране (ХВО) и Армије Републике Босне и Херцеговине (АРБиХ). Постоје супротстављени извјештаји о томе како су борбе почеле и шта их је изазвало: бомба постављена у хотел у муслиманском власништву који је коришћен као штаб или тотални напад снага АРБиХ на положаје ХВО.
Дана 16. јануара 1993. године, ХВО је захтјевао да АРБиХ у Горњем Вакуфу потчини своје трупе ХВО-у, што је одбијено. Дана 18. јануара, ХВО је напао положаје АРБиХ у Горњем Вакуфу.

## Напад на Душу
Дана 18. јануара, ХВО је напао АРБиХ у селу Душа, Горњи Вакуф. Цивили, укључујући старије особе, жене и децу, склонили су се у кућу Енвера Шљиве током борби. Током напада, артиљерија ХВО је испалила неколико граната из оближњег села, од којих је једна погодила кућу Енвера Швиље и убила 7 цивила, укључујући троје дјеце, три жене и једног старијег мушкарца који је преминуо од посљедица задобијених рана. Гранатирање је оштетило многе муслиманске куће.
Након предаје АРБиХ, жене, дјеца, старији и хендикепирани људи послати су у оближње село Палоч, гдје је љекар прегледао рањенике, а тешко повређене послао у болницу у Бугојну. Остали су остали у Палочу неколико дана док их УНПРОФОР није премјестио. Нема доказа о условима притвора у Палочу. Након преузимања села, војници ХВО-а запалили су непознат број кућа. Муслимански мушкарци из Душе пребачени су из Палоча у Трновачу и заточени у фабрици намјештаја. Двије недјеље касније размијењени су за заробљенике које је заробила АРБиХ.